# Corinna Tsopei

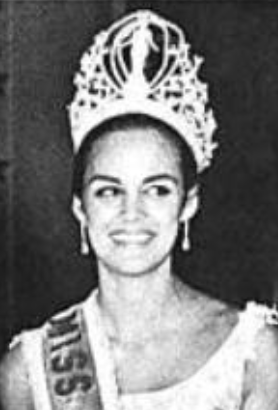
Corinna Tsopei (1964)

Kyriaki „Corinna“ Tsopei (griechisch Κυριακή «Κορίνα» Τσοπέη; * 21. Juni 1944 in Athen) ist eine griechische Schauspielerin und Schönheitskönigin, die 1964 zur Miss Universe gekrönt wurde.

## Leben
Tsopei wurde am 21. Juni 1944 als Tochter von Giorgios und Maria Tsopei geboren. Ihr Vater Giorgos (1914–1997) stammte ursprünglich aus der Mani im Süden der Peloponnes-Halbinsel und war ein Major der griechischen Armee. Sie hatte einen Bruder namens Basil und eine Schwester namens Despina.
Am 20. Juni 1964 wurde Tsopei zur Miss Star Hellas (Miss Griechenland) gekrönt. Daraufhin vertrat sie Griechenland bei der Wahl zur Miss Universe 1964 in Miami, Florida, wo sie sich gegen ihre Mitbewerberinnen aus England, Israel, Schweden und Taiwan durchsetzen konnte und zur Miss Universe gekrönt wurde. Dies war das erste und einzige Mal, dass der Titel der Miss Universe nach Griechenland ging. Seitdem kehrte sie mehrfach als Jurorin zu diesem Schönheitswettbewerb zurück.
Nach ihrer Zeit als Miss Universe verfolgte Tsopei eine kurze Karriere als Schauspielerin. In den Jahren 1967 und 1968 hatte sie mehrere kleine, unbenannte Rollen in Filmen wie Leitfaden für Seitensprünge, Caprice oder Das Tal der Puppen. Ihre einzige größere Rolle war die der Running Deer in Ein Mann, den sie Pferd nannten. Tsopei trat auch als Gast in je einer Folge von Verschollen zwischen fremden Welten (1967) und Daniel Boone (1968) auf. Daneben arbeitete sie auch als Model.
Neben ihrer Arbeit als Schönheitskönigin und Schauspielerin ist Tsopei auch Vorsitzende einer Organisation, die sich für Kinder mit Leukämie einsetzt.

## Privates
Corinna Tsopei war zweimal verheiratet. In erster Ehe heiratete sie 1968 den amerikanischen Schönheitschirurgen Steven Zax. Der Ehe entstammten drei Söhne: Andrew, Steven und Paris. 1978 wurde die Ehe geschieden.
1981 heiratete Tsopei in zweiter Ehe den Hollywoodagenten und Filmproduzenten Freddie Fields, der jüngere Bruder des Musikers Shep Fields. Die Ehe bestand bis zum Tod Fields im Dezember 2007.
Tsopei wohnt in Los Angeles, Kalifornien, besucht jedoch regelmäßig ihre Verwandten in Griechenland.